# Perho
Perho ist eine Gemeinde in der Landschaft Mittelösterbotten im Westen Finnlands.

## Ortschaften
Zu der Gemeinde gehören die Orte Jänkä, Kirkonkylä, Korkiakangas, Metsä-Poranen, Möttönen, Oksakoski, Salamajärvi und Taipale.

## Wappen
Beschreibung: In Schwarz ein goldener Schmetterling über dem ein silbernes Tatzenstechkreuz schwebt.

## Städtepartnerschaften
Perho unterhält folgende Städtepartnerschaften:
- Antsla, (Estland), seit 1989
- Kreis Võru (Estland), seit 1989
- Lanciano, (Italien), seit 2004

## Söhne und Töchter
- Eino Palovesi (1904–1980), Politiker
- Rami Hietaniemi (* 1982), Ringer
- Marika Jänkä (* 1983), Biathletin
- Erika Jänkä (* 1995), Biathletin